# Pomadasys trifasciatus
Pomadasys trifasciatus és una espècie de peix de la família dels hemúlids i de l'ordre dels cipriniformes que es troba al nord d'Austràlia, Tailàndia i Papua Nova Guinea.